# Свіноуйсьце — Щецин
Свіноуйсьце – Щецин – трубопровід, який обслуговує польський термінал для імпорту зрідженого природного газу в Свіноуйсьце.
Починаючи з 1960-х років основним джерелом надходження блакитного палива до Польщі був його імпорт зі сходу, з території України (газотранспортний коридор від Комарно), а потім Білорусі (газогони Кобринь – Варшава, Ямал – Європа). Проте на початку 21 століття з метою зменшення залежності від ресурсу російського походження почали облаштовувати нові напрямки імпорту блакитного палива, зокрема, у вигляді зрідженого газу. Для цього в 2015-му на північному заході країни в порту Свіноуйсьце запустили термінал ЗПГ, видачу продукції з якого організували через прокладену до Щецина перемичку довжиною 80 км. Вона виконана в діаметрі 800 мм та має робочий тиск у 8,4 МПа.
Від Щецина блакитне паливо може подаватись далі через газопроводи, котрі прямують у напрямку Силезії та на схід до Гданська.